# 神谷一鷹
神谷 一鷹（かみや かずたか）は、NHKのアナウンサー。

## 人物
東京都江東区出身。法政大学人間環境学部人間環境学科卒業後、2019年入局。宮崎放送局でデビュー。

## 嗜好・挿話
- 中・高とバレーボールをやっており、今では和歌山県でバレーボールをしている。ポジションは主にセンター。[1]
- 空手歴17年で黒帯保持者である[3]。
- 防災士の資格を持つ。初任地宮崎放送局では、県内の中学校や高校を回り「呼びかけワークショップ」を開催し、多くの人に避難してもらえる呼びかけを研究している[4][5]。

## 現在の担当番組
- ギュギュっと和歌山（キャスター：2025年3月31日 - ）（今城和久と隔週で担当）
- 和歌山県のニュース・中継・リポート
- 金曜日のニュース担当

## 過去の担当番組
宮崎放送局時代（2019年度 - 2023年7月）
- どーも、NHK（2019年6月9日）- 新人お披露目
- NHKニュース イブニング宮崎（不定期：リポーター及びキャスター代行など）
- 九州・沖縄地方のニュース（2023年3月15日・応援派遣要員）
- ニュース845福岡（2023年3月15日・応援派遣要員）
- ラジオニュース（九州沖縄、R1・FM）の泊まり勤務担当（2023年3月16日 - 3月17日・応援派遣要員）
- 第105回全国高等学校野球選手権宮崎大会 準決勝第2試合（2022年7月23日） - ラジオ実況

和歌山放送局時代（2023年8月 - ）